# Los placeres de Paolo
"Los placeres de Paolo" ("Paolo il caldo") es una novela inacabada de Vitaliano Brancati, publicada en 1955, un año después de la muerte del autor, quien había dejado una nota escrita dos días antes de fallecer autorizando tal publicación y advirtiendo que los últimos capítulos estaban incompletos.
"Los placeres de Paolo" supone un giro respecto a las novelas anteriores de Brancati (Don Giovanni in Sicilia, 1941, e Il bell'Antonio, 1949). A diferencia de estos libros, llenos de humor, vitalidad y sensualidad, en "Los placeres de Paolo" domina un sentimiento obsesivo y trágico de las relaciones afectivas y sexuales.
Está ambientada en Catania y Roma en los años de la Segunda Guerra Mundial.

## Adaptaciones cinematográficas
- 1973: "Los amores de Paolo" ("Paolo il caldo"), con guion y dirección de Marco Vicario e interpretado por Giancarlo Giannini y Ornella Muti. Esta película, a su vez, inspiró en 1974 una parodia cinematográfica titulada "Paolo il freddo", escrita y dirigida por Ciccio Ingrassia y protagonizada por Franco Franchi.